# Салминов, Михаил Фёдорович
Михаил Фёдорович Салминов (1 мая 1898 года, Астрахань — 29 января 1977 года, Москва) — советский военный деятель, гвардии генерал-лейтенант танковых войск (11 мая 1949).

## Биография
Родился 1 мая 1898 года в Астрахани.

### Первая мировая и гражданская войны
В мае 1917 года был призван в ряды Русской императорской армии, а в январе 1918 года — в ряды РККА, после чего был направлен красноармейцем 1-го Астраханского кавалерийского полка. В мае 1919 года был назначен на должность командира взвода отдельного кавалерийского дивизиона Черноярского боевого участка, а в сентябре 1920 года — на должность командира взвода кавалерийского дивизиона особого назначения штаба 11-й армии. Принимал участие в боевых действиях против войск под командованием генералов А. И. Деникина и П. Н. Врангеля в составе Южного, Юго-Восточного и Кавказского фронтов.
В конце 1920 года Салминов был направлен на учёбу в 1-ю Московскую кавалерийскую школу.

### Межвоенное время
После окончания школы в январе 1923 года был назначен на должность политрука эскадрона 5-го Заамурского кавалерийского полка (Северокавказский военный округ), в марте 1924 года — на должность политрука эскадрона 43-го кавалерийского полка, а в июле 1925 года — на должность командира эскадрона 89-го кавалерийского полка. В октябре 1926 года был направлен на учёбу на кавалерийские курсы усовершенствования командного состава в Новочеркасске, после окончания которых в августе 1927 года вернулся в 89-й кавалерийский полк на прежнюю должность.
После окончания Военной академии имени М. В. Фрунзе в августе 1932 года Салминов был назначен на должность начальника штаба 8-го механизированного полка (ОКДВА), в январе 1937 года — на должность командира танкового батальона 92-й стрелковой дивизии, а затем — на должность начальника штаба 2-й механизированной бригады (1-я Краснознамённая армия).
В 1939 году был назначен на должность преподавателя, затем на должность старшего преподавателя тактики, в июле 1940 года — на должность начальника учебного отдела Ленинградских бронетанковых курсов усовершенствования командного состава, а в ноябре начальник 1-го отдела (боевой подготовки) автобронетанкового управления штаба Ленинградского военного округа.

### Великая Отечественная война
С началом войны Салминов находился на прежней должности в составе Ленинградского фронта. В январе 1942 года был назначен на должность заместителя начальника автобронетанкового управления этого же фронта. Во время битвы за Ленинград руководил боевыми действиями танков 55-й армии, которая с октября 1941 по декабрь 1942 года вела оборонительные и наступательные боевые действия, а с февраля 1943 года принимала участие в ходе Красноборско-Смердынской наступательной операции, во время которой участвовала в ходе освобождения пгт Красный Бор и других населённых пунктов.
В мае 1943 года был назначен на должность начальника штаба командующего бронетанковых и механизированных войск РККА, после чего неоднократно выезжал в состав действующей армии. В составе 3-й гвардейской танковой армии принимал участие в ходе Киевской наступательной операции и форсировании Днепра.
В сентябре 1944 года Салминов был направлен на учёбу на ускоренный курс Высшей военной академии имени К. Е. Ворошилова, после окончания которого в марте 1945 года был назначен на должность командира 12-го гвардейского танкового корпуса, который вскоре принимал участие в ходе Берлинской наступательной операции.

### Послевоенная карьера
После окончания войны Салминов продолжил командовать корпусом в составе Группы советских войск в Германии, который в конце июня 1945 года был преобразован в 12-ю гвардейскую танковую дивизию, а Салминов был назначен её командиром.
В июне 1947 года был назначен на должность начальника штаба 2-й гвардейской механизированной армии, в марте 1949 года — на должность начальника кафедры тактики высших соединений, в мае 1951 года — на должность 1-го заместителя начальника Военной академии бронетанковых и механизированных войск, в июне 1952 года — на должность генерал-инспектора бронетанковых и механизированных войск, а в мае 1953 года — на должность генерал-инспектора Инспекции танковых войск Главной инспекции Министерства обороны СССР.
Генерал-лейтенант танковых войск Михаил Фёдорович Салминов в сентябре 1954 года вышел в запас.
Умер 29 января 1977 года в Москве. Похоронен на Введенском кладбище Москвы.

## Награды
- Два ордена Ленина;
- Три ордена Красного Знамени;
- Орден Красной Звезды;
- Медали;
- Орден Virtuti Militari V класса

## Память
- На могиле установлен надгробный памятник на Введенском кладбище Москвы.
- Имя воина увековечено в Главном Храме Вооружённых сил России, и навсегда запечатлено на мемориале «Дорога памяти»[2]